# Zinoro

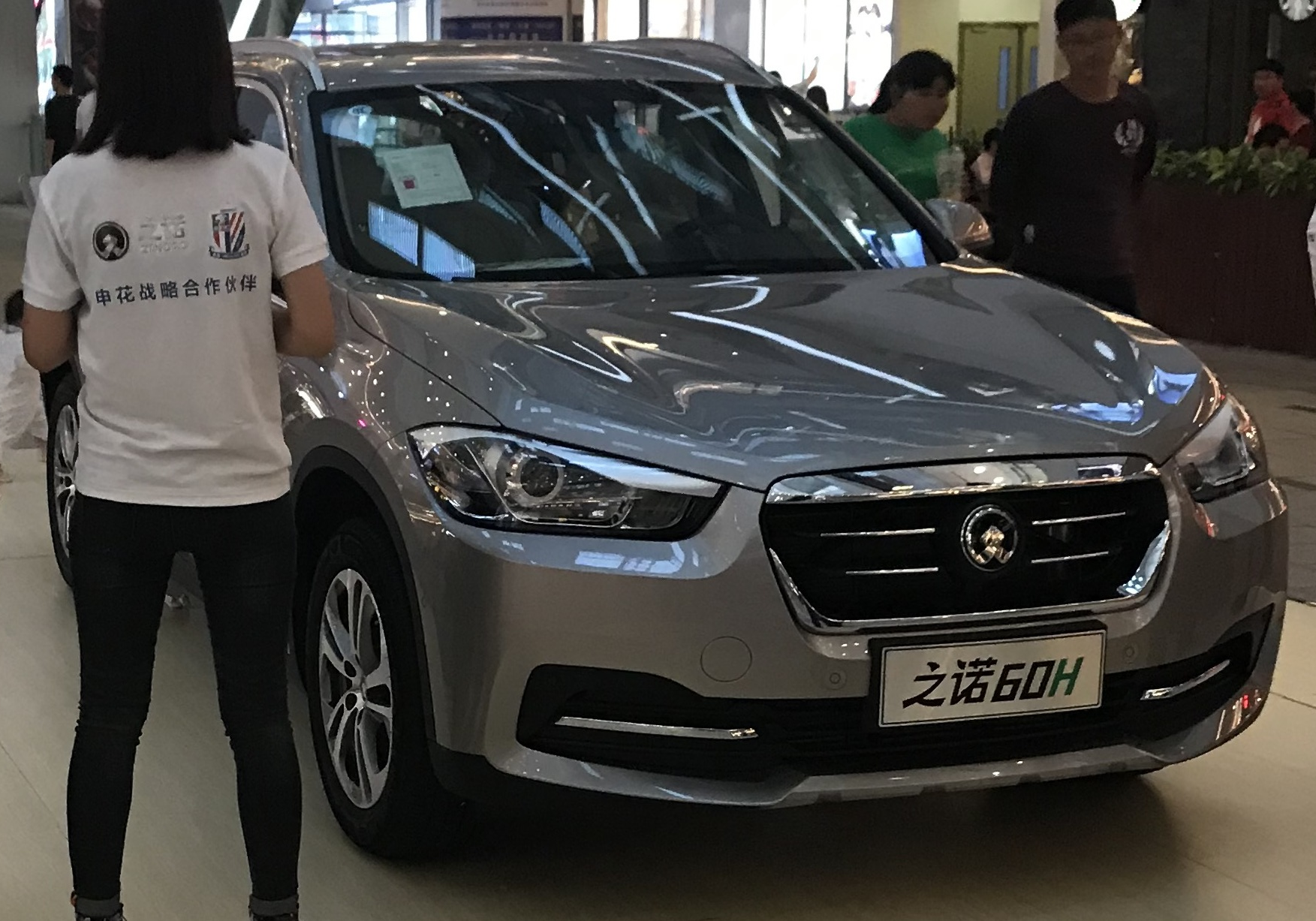
Zinoro 60H

Zinoro (chiń. upr. 之诺) – dawny chiński producent elektrycznych i hybrydowych crossoverów z siedzibą w Liaoning działający od 2013 roku. Należał do chińsko-niemieckiego joint-venture BMW Brilliance.

## Historia
W 2013 roku joint-venture BMW i Brilliance zdecydowało się utworzyć nową markę samochodów elektrycznych na potrzeby wewnętrznego rynku chińskiego o nazwie Zinoro. Pierwszym pojazdem filii, który zasilił ofertę, został kompaktowy crossover Zinoro 1E opracowany jako bliźniacza odmiana BMW X1, odróżniając się od niego w umiarkowanym stopniu wizualnie, a przede wszystkim - zamiast spalinowego, czysto elektrycznym napędem.
Dwa lata później, podczas Shanghai Auto Show 2015, Zinoro przedstawiło prototyp Concept Next będący studyjną zapowiedzią następcy modelu 1E, a w seryjnej postaci pojazd zadebiutował w czerwcu 2016 roku. W przeciwieństwie do poprzednika, Zinoro 60H jest samochodem o napędzie spalinowo-elektrycznym typu hybrid plug-in. Podobnie jak poprzednik, samochód jest bliźniaczym modelem wobec kolejnego wcielenia BMW X1. Samochody Zinoro były oferowane równolegle z bliźniaczymi produktami BMW wyłącznie na rynku chińskim.

## Modele samochodów

### Historyczne
- 1E (2013–2016)
- 60H (2016–2020)

### Studyjne
- Zinoro Concept Next (2015)